# Viaduc de Waville
Le viaduc de Waville est un pont ferroviaire qui surplombe la vallée du Rupt de Mad à Waville dans le département de Meurthe-et-Moselle en région Lorraine.

## Situation ferroviaire
Le viaduc de Waville est situé entre les points kilométriques (PK) 0,66 et 1,14 du raccordement de Waville qui unit la ligne Longuyon - Pagny-sur-Moselle à la ligne Lérouville - Metz-Ville, à proximité de la gare d'Onville. Le niveau des rails est établi à l'altitude de 212 m.

## Histoire
Cet ouvrage d'une longueur de 484 mètres et en courbe de 300 m de rayon, conçu par Albert Caquot en 1928, est construit par l'entreprise Rangeard & fils à partir de 1930 et inauguré le 11 mai 1931. Il fait appel au béton armé, un matériau dont l'usage était encore contesté en France à l'époque pour des structures de cette envergure.
Il a été endommagé par dynamitage en 1944 lors de la retraite des Allemands. Il s'est ensuivi une brèche de 239 m de longueur. Il fallut attendre 17 années le début de sa reconstruction (février 1961). Les travaux furent attribués à l'entreprise Ballet de Paris et la remise en service eut lieu dans les premiers mois de 1963. Son aspect a été modifié à l'occasion de cette remise en état.

## Quelques chiffres[5]
- Longueur totale du tablier : 484 m
- Portée de l'arche principale :
- Portée moyenne des arches :
- Nombre d'arches ou travées : 28
- Quantité de métaux employés :
- Hauteur des piles :
- Hauteur des fondations :
- Coût des travaux :

## Galerie

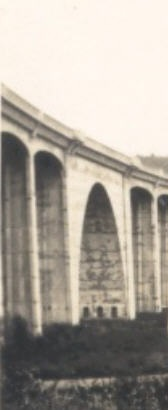
Viaduc de Waville en 1939.
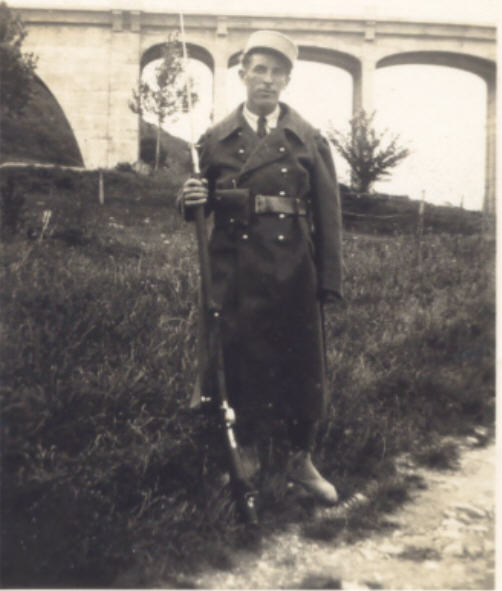
Viaduc de Waville en 1939 : infanterie territoriale affectée à la surveillance.